# Georg Giesing
Georg Giesing (* 30. August 1942 in Wuppertal-Barmen; † 19. April 2006 in Köln) war ein deutscher Sozialpädagoge und Schriftsteller.

## Leben
Nach einer Ausbildung zum Gärtner absolvierte Georg Giesing eine weitere Ausbildung zum Erzieher. Anschließend studierte er Sozialpädagogik. Nach Beendigung dieses Studiums wirkte er als Dozent an der Fachhochschule Düsseldorf und ab 1977 als Lehrer an einem Berufskolleg in Köln-Ehrenfeld. Giesing engagierte sich seit Ende der Siebzigerjahre  in einer Kölner Bürgerinitiative zum Umweltschutz sowie ab 1980 bei den Kölner Grünen.
Neben seiner beruflichen Tätigkeit verfasste Georg Giesing Erzählungen, vorwiegend zur rheinischen Regionalgeschichte. Daneben beschäftigte er sich mit Malerei und Zeichnen.

## Werke
- mit Jan Krauthäuser: Hexenball im Königsforst. Bachem-Verlag, Köln 1986, ISBN 3-7616-0828-4.
- Rheinpiraten vor Köln – erzählte Regionalgeschichte. Kölner Volksblatt-Verlag, Köln 1987, ISBN 3-923243-80-4.
- Zwischen Strunde und Flehbach – Geschichten aus dem Rechtsrheinischen. Bachem-Verlag, Köln 1990, ISBN 3-7616-0998-1.
- Fluchtweg Baybachtal. Der legendäre Widerstandskämpfer Peter Zeutzheim entkommt der Gestapo. Briedel an der Mosel 1995; Radioropa 2007, ISBN 978-3-86667-748-7 (CD)
- Die Zecher – Geschichten von der Waldeck und aus dem Hunsrück. Rhein-Mosel-Verlag, Briedel an der Mosel 1998, ISBN 3-929745-52-6.
- „Wir sind doch ein Leut“ – auf der Suche nach dem jüdischen Viehhändler Siegfried Forst aus Brodenbach.  Briedel an der Mosel 2000, ISBN 3-929745-83-6.
- Rheinische Frikadellen – Geschichten und Grotesken. Books-on-Demand-Verlag, Norderstedt 2005, ISBN 3-8334-2661-6.